# Luckticka
Luckticka (Postia lowei) är en svampart som först beskrevs av Pilát ex Pilát, och fick sitt nu gällande namn av Jülich 1982. Postia lowei ingår i släktet Postia och familjen Fomitopsidaceae.  Arten är reproducerande i Sverige. Inga underarter finns listade i Catalogue of Life.